# Polianthion bilocularis
Polianthion bilocularis är en brakvedsväxtart som först beskrevs av Alexander Segger George, och fick sitt nu gällande namn av Kellermann. Polianthion bilocularis ingår i släktet Polianthion och familjen brakvedsväxter. Inga underarter finns listade i Catalogue of Life.